# Casparus Lootsman
Casparus Lootsman (Amsterdam, 1635 – aldaar, 1711) was een boekdrukker, boekverkoper en zeekaartmaker werkzaam in Amsterdam.

## Leven en werk
Casparus Lootsman, ook wel Casparus Anthonisz. Lootsman of Jasper Lootsman, was de zoon van de Amsterdamse boekdrukker en -uitgever Anthonie Jacobsz. Lootsman. Deze had zichzelf de achternaam ‘Lootsman’ zelf gegeven, om zich te onderscheiden van andere Amsterdamse drukkers die Jacobsz. heetten. De achternaam Lootsman is overgenomen door Casparus. Hij nam de drukkerij van zijn vader over en werd in 1665 lid van het Amsterdamse gilde voor boekdrukkers en boekverkopers. De drukkerij bevond zich ‘op t Water’, waar tegenwoordig het Damrak ligt.
Casparus Lootsman was niet alleen boekdrukker, maar tevens maker en verkoper van zeekaarten. Hij was actief in een periode waarin de Nederlandse cartografie zeer ver ontwikkeld was, en vanaf 1660 was Lootsman een van de bekendste uitgevers van kaarten en zeemansgidsen, naast Pieter Goos en Hendrick Doncker. Vanaf 1662 drukte hij samen met zijn broer Jacob, met wie hij toen samenwerkte, de Nieuw' en groote Loots-mans zee-spiegel, een atlas voor de noordse, oosterse en westerse scheepvaart. Kaartenboeken drukten Casparus en Jacob vaak in het Nederlands, maar ze drukten ook Engelse varianten, zoals de Lighting colom of the Midland-Sea (1677).
Naast boeken voor de scheepvaart drukte Lootsman ook volksprenten. In 1646 was de Journael ofte Gedenckwaerdige Beschrijvinghe van de Oost-Indische Reyse van Willem Ysbrantsz Bonte-koe verschenen, en de oudst bekende volksprent van dit Journaal werd gedrukt door Lootsman tussen 1671 en 1711.
Naast deze drukkerij van boeken en kaarten hield Casparus Lootsman er nog een andere onderneming op na. Het is bekend dat hij samen met zijn zus, de weduwe Conijnenberg, een compagnie had gevormd. Zij drukten vooral religieuze werken, zoals de Huyspostille van Justus Bulaeus.
Lootsman’s neef was Jacob Conijnenberg, die later ook een Amsterdamse boekdrukker en -verkoper werd. Vanaf 1695 was Conijnenberg werkzaam in de drukkerij van Lootsman. In april 1711 overleed Lootsman, en hij werd begraven in de Oude Kerk te Amsterdam. Jacob Conijnenberg was zijn enige erfgenaam en nam de drukkerij

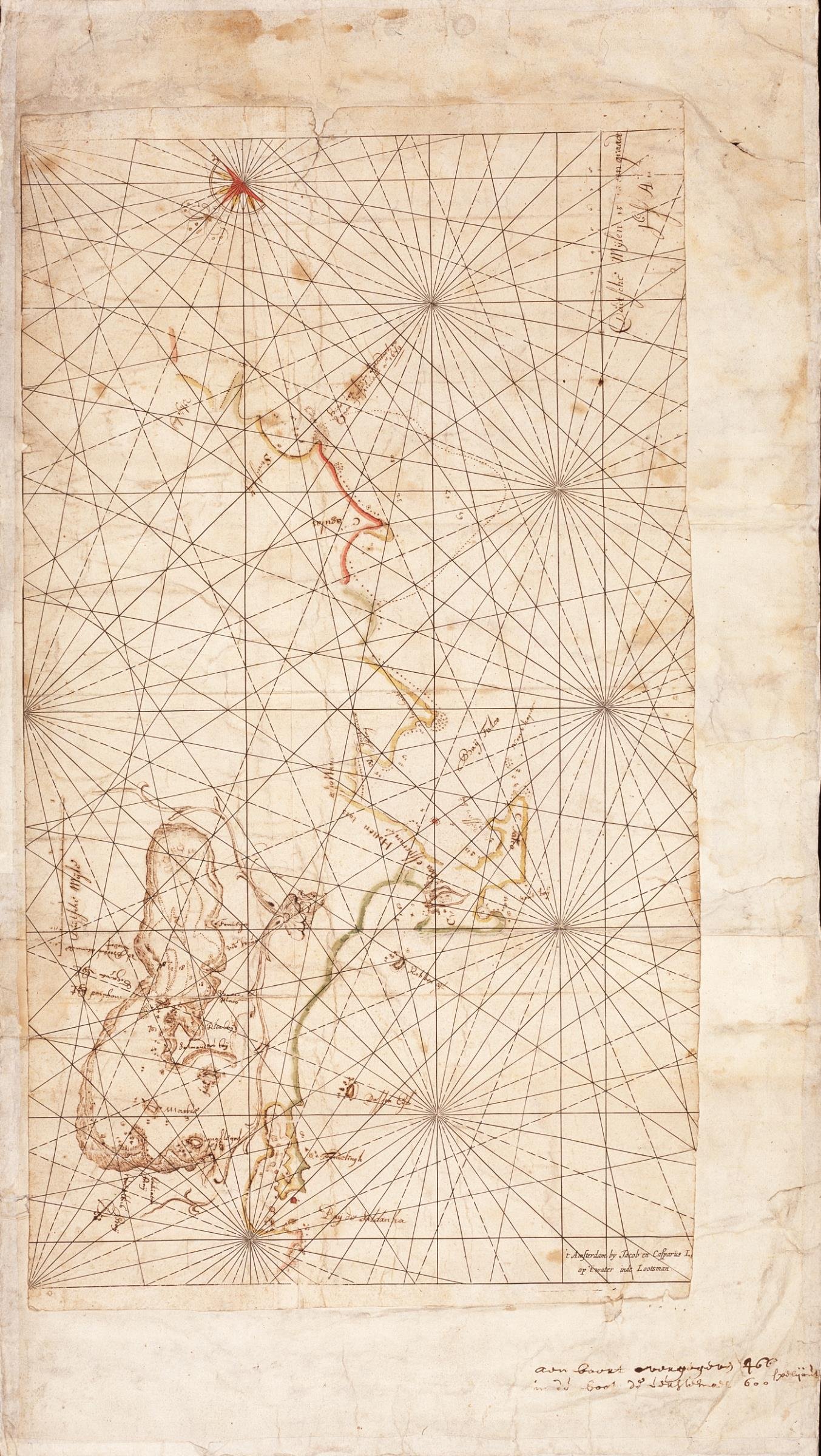
Kaart van de Kust en eenige baayen aan de Kaap de Goede Hoop, tusschen de Saldanha Bay en Vleisbay, gedrukt door Casparus Lootsman.

van Lootsman over.

## Uitgegeven werken
Lootsman gaf onder andere de volgende werken uit:
- Jacob Theunisz. and Casparus Lootsman’s Nieuwe water-werelt ofte zee-atlas (1671)
- Cornelis Jansz. Lastman (1675), Konst der stuurluiden
- Willem Schellinger (1678), 't Volmaeckte en toe-geruste schip, bestaende in fraeye gedichten en aerdige liedekens
- Dirck Rembrantsz. van Nierop (1668), Dubbelt Nierper graedt-boeck, inhoudende de tafelen van de declinatie der sonne
- C. Drelincourt (1691), ‘t Recht gebruyck van des Heeren heylige avondtmael
- Franciscus Ridderus (1692), Daagelijcksche huys-catechisatie
- Zacharius Ursinus (1694), Schat-boeck der verclaringen over den Nederlandschen catechismus. Dit boek werd gedrukt door Casparus Lootsman en zijn zus, de weduwe J. Conijnenberg.